# 趙子
趙子（?—?），西汉儒学学者。河内郡（治所在今河南省武陟县西南）人。
趙子跟隨韩婴学习《诗经》，後來教授同郡蔡义。蔡义官至汉宣帝时的丞相，蔡义授王吉王吉、食子公。食子公授泰山郡人栗丰，王吉传授长孙顺。长孙顺后来成为博士，栗丰官至刺史。于是在趙子的后学中，韩诗分为王、食、长孙等派别。